# Gare de La Trinité-de-Réville
La gare de La Trinité-de-Réville est une gare ferroviaire, fermée, des lignes d'Échauffour à Bernay et de La Trinité-de-Réville à Lisieux, située sur le territoire de la commune de La Trinité-de-Réville, dans le département de l'Eure en région Normandie.

## Situation ferroviaire
Établie à 154 mètres d'altitude, la gare de La Trinité-de-Réville était située au point kilométrique (PK) 30,7 de la ligne d'Échauffour à Bernay, entre les gares de Montreuil - Cernières et de Broglie ; elle était aussi le terminus de la ligne de La Trinité-de-Réville à Lisieux, située avant la gare de La Chapelle-Gauthier.

## Histoire
La ligne d'Échauffour à Bernay a été déclarée d'intérêt public le 16 décembre 1875, et a été mise en service le 22 décembre 1881, incluant la gare de La Trinité-de-Réville. Elle fut reliée à Lisieux le 18 septembre 1882, via Orbec. La liaison vers Lisieux fut fermée au trafic voyageurs le 19 janvier 1934, mais resta ouverte au trafic marchandises jusqu'au 30 septembre 1956. La section de La Trinité-de-Réville à La Chapelle-Gauthier est déclassée le 12 novembre 1954. La liaison vers Bernay et Échauffour fut fermée au trafic voyageurs le 15 mai 1938 ; la section entre Montreuil - Cernières et La Trinité-de-Réville fut fermée au trafic marchandises le 7 avril 1969 et déclassée le 14 janvier 1972 ; celle entre La Trinité-de-Réville et Bernay fut fermée au trafic marchandises le 27 novembre 1987 et déclassée le 11 juillet 1994.

## Patrimoine ferroviaire
Le bâtiment voyageurs d'origine est toujours présent, réaffecté, il est devenu une habitation privée.